# Kintla Lake
Kintla Lake is een meer in het Glacier National Park in de Amerikaanse staat Montana. Het meer is ongeveer 8 kilometer lang en maximaal 1300 meter breed. Het meer ligt nogal afgelegen, vlak bij de grens met Canada. Het ligt 64 kilometer van de westelijke ingang van het park. Kintla Lake is iets kleiner dan Bowman Lake en is het op vier na grootste meer van Glacier National Park.
Er wordt veel gekanood, wat hier goed kan omdat gemotoriseerde voertuigen niet zijn toegestaan. Er is een rustige camping die zelden vol is vanwege de afgelegen locatie. Vissen is ook populair, als gevolg van de aanwezigheid van forel in het meer.